# Женская сборная Австрии по флорболу
Женская национальная сборная Австрии по флорболу — представляет Австрию на международных соревнованиях по флорболу. Управляющей организацией является Ассоциация флорбола Австрии (нем. Österreichischer Floorball Verband).

## Результаты выступлений

### Чемпионаты мира
| Год        | Победы         | Ничьи          | Поражения      | Место          |
| ---------- | -------------- | -------------- | -------------- | -------------- |
| 1997       | 1              | 0              | 4              | 9              |
| 1999       | 3              | 1              | 0              | 8              |
| 2001       | 0              | 0              | 4              | 8              |
| 2003       | 2              | 0              | 3              | 15             |
| 2005—н. в. | не участвовали | не участвовали | не участвовали | не участвовали |